# Limnodrilus
Limnodrilus is een geslacht van ringwormen (Annelida) uit de familie van de Naididae.

## Soorten
- Limnodrilus bogdanowii Grimm, 1876
- Limnodrilus hoffmeisteri Claparède, 1862 = Gewone schedeworm

Niet geaccepteerde soorten:
- Limnodrilus benedii (d'Udekem, 1855) => Tubificoides benedii (d'Udekem, 1855)
- Limnodrilus heterochaetus Michaelsen, 1926 => Tubificoides heterochaetus (Michaelsen, 1926)
- Limnodrilus lastoschkini Jarošenko, 1948 => Psammoryctides lastoschkini (Jarošenko, 1948)
- Limnodrilus michaelseni Lastočkin, 1937 => Isochaetides michaelseni (Lastočkin, 1937)
- Limnodrilus pseudogaster Dahl, 1960 => Tubificoides pseudogaster (Dahl, 1960)